# 은자의 황혼
⟪은자의 황혼⟫(Die Abendstunde eines Einsiedlers)은 페스탈로치가 1780년에 출판한 책이다. 노이호프에서의 빈민 학교 경영이 이미 곤경한 1779년에 친구 이제린이 주재하는 잡지 <에페메리덴>에 싣기 위해 페스탈로치는 많은 원고를 보내고 있었다. 취리히의 상층 지도자에게 반성을 촉구할 목적으로 쓴 <우리 조국의 자유에 관하여>는 자주 고쳐 쓴 모양이었으나 이제린이 발매 금지를 두려워하여 끝내 햇빛을 보지 못하고 말았다. 그러나 이것과 비교하면 약간 일반적이며 추상적인 말로 유럽의 정치권력 비판을 시도한 <황혼>은 익명이긴 했으나 어쨌든 게재되었다. 이러한 사정으로 보아도 알 수 있듯이 <황혼>은 자애(慈愛)가 결핍된 정치권력에 대한 준엄한 책임 추궁의 자세로 일관되어 있다.
페스탈로치에 의하면 자연본성의 요구가 건강하게 충족되는 생활 가운데서 비로소 인간은 도덕적이며 종교적인 정서를 갖출 수 있다는 것이다. 그렇지 못할 경우에는 인간의 도덕심이나 종교심도 침식당하기 때문이다. 그런데 현재의 정치는 군주가 올바른 신앙을 상실했기 때문에 관료도 부패했으며 국민의 가정은 빈곤 속에 잠겨 있다. 도저히 자연본성의 요구가 충족될 수 없다. 가난한 사람은 그러한 생활 속에서 이것이 과연 하나님의 뜻인가 하고 회의를 품게 된다. 그러나 페스탈로치에 의하면 그러한 회의를 국민이 품는 것은 그들에게 건전한 종교감각·도덕감각이 아직 남아 있기 때문이며, 거기에서 희망의 빛을 발견할 수 있다. 그래서 그는 군주가 한시라도 빨리 올바른 종교심을 되찾도록 호소했던 것이다. 그가 주장한 것은 오로지 자애의 부족이었지, 결코 루터처럼(백성의 君父에 대한) 효심(孝心)의 필요를 주장하지는 않는다.